# 榮車站 (岡山縣)
榮站（日语：／ Sakae eki */?）是位於日本岡山縣倉敷市水島東榮町，屬於水島臨海鐵道水島本線的鐵路車站。車站編號為MR6。

## 車站構造
本站為為單式1面1線的高架車站與無人車站。站內設有升降電梯，地面層則有廁所。本站在1992年車站高架化前採用相對式2面2線加上中線1線的設計。

## 利用狀況
1日平均上車人次與上下車人次如下：
| 年度   | 1日平均 上車人次 | 1日平均 上下車人次 |
| ------ | ---------------- | ------------------ |
| 1999年 | 222              | 499                |
| 2000年 | 200              | 454                |
| 2001年 | 200              | 497                |
| 2002年 | 174              | 458                |
| 2003年 | 173              | 464                |
| 2004年 | 153              | 415                |
| 2005年 | 152              | 413                |
| 2006年 | 146              | 405                |
| 2007年 | 148              | 409                |
| 2008年 | 153              | 413                |
| 2009年 | 161              | 418                |

## 車站周邊
車站周邊為住宅與商業用地，站前有紀念本站高架化的雕塑。。
- 水島臨海鐵道本社
- 倉敷市役所水島支所（日语：倉敷市役所#水島支所）
- 倉敷市立水島圖書館
- 水島郵局（日语：水島郵便局）
- 倉敷医療生活協同組合（日语：生活協同組合）・水島協同病院
- 倉敷市立水島中学校
- 水島出租車株式会社
- 日本聖約基督教團（日语：日本聖約キリスト教団）・水島聖約基督教会

車站北側有停車換乘用的7座停車場。

## 歴史
- 1986年（昭和61年）3月3日 - 開業。
- 1992年（平成4年）9月7日 - 高架化完成。

## 相鄰車站
水島臨海鉄道
水島本線
彌生（MR5）－榮（MR6）－常盤（MR7）

## 脚注
1. ↑  . 倉敷市役所 水島支所.   [2020-03-26]. （原始内容存档于2015-04-13） （日语）.
2. ↑  . 水島臨海鐵道株式會社.   [2020-03-26]. （原始内容存档于2019-08-03） （日语）.